# Storgatan 61 (galleria)
Storgatan 61 ligger på Storgatan i Luleå och är Sveriges första "ungdomsgalleria", det vill säga en galleria endast för affärsverksamheter som drivs av ungdomar och yngre vuxna mellan 19 och 30 år. Med stöd i form av konsulttjänster och coaching, samt kompetensförstärkande utbildning där det krävs, får varje affärsidkare i 1,5 år driva sin verksamhet i gallerian.
Storgatan 61 inhyser bland annat klädaffärer, ett internetkafé och en kärleksbutik.
Namnet "Storgatan 61" kommer just ifrån var den är belägen - på Storgatan 61.